# Сержант, Марк
Марк Сержант (нидерл. Marc Sergeant род. 16 августа 1959, Синт-Трёйден, Лимбург) — бельгийский профессиональный шоссейный  велогонщик в 1977-1986 годах. Чемпион Бельгии по шоссейному велоспорту в групповой гонке (1986). Участник Летних Олимпийских игр 1980 года в командной шоссейной гонке на 101 км (16-е место). Спортивный администратор велокоманды «Lotto Soudal», имеющей статус UCI WorldTeam.

## Достижения
1980
2-й Тур Валлонии — Генеральная классификация
1-й — Этап 4
1981
 Чемпион Бельгии — Групповая гонка (любители)
2-й Circuit de Wallonie
2-й Гент — Вевельгем U23
3-й Тур Валлонии — Генеральная классификация
3-й Брюссель — Опвейк U23
5-й Тур Фландрии U23
1982
1-й — Этап 5b Четыре дня Дюнкерка
1-й  Вуэльта Андалусии — Генеральная классификация
1-й  — Очковая классификация
1-й — Этап 3
2-й Гран-при Эдди Меркса — Командная гонка
7-й Париж — Рубе
7-й Эшборн — Франкфурт
9-й Тур Нидерландов — Генеральная классификация
9-й Тур Фландрии
1983
1-й — Пролог (КГ) Вуэльта Андалусии
2-й Чемпионат Бельгии — Групповая гонка
2-й Leeuwse Pijl
3-й Тур Фландрии
6-й Гран-при Эдди Меркса — Командная гонка
1984
1-й — Этап 5 Тур Швейцарии
3-й Дварс дор Фландерен
3-й Гран-при Эдди Меркса — Командная гонка
3-й Тур Бельгии — Генеральная классификация
5-й Вуэльта Арагона — Генеральная классификация
9-й Гран-при Ефа Схеренса
1985
2-й Кюрне — Брюссель — Кюрне
3-й Дрёйвенкурс Оверейсе
3-й Схелдепрейс
8-й Гран-при Эдди Меркса — Командная гонка
9-й E3 Харелбеке
10-й Амстел Голд Рейс
1986
1-й  Чемпион Бельгии — Групповая гонка
2-й Этуаль де Бессеж — Генеральная классификация
1-й — Этап 3
2-й Ле-Самен
2-й Тур Бельгии — Генеральная классификация
1-й  — Очковая классификация
4-й Трофео Баракки
4-й Тур дю От-Вар — Генеральная классификация
6-й Льеж — Бастонь — Льеж
6-й Дварс дор Фландерен
7-й Париж — Рубе
8-й Амстел Голд Рейс
8-й Критериум дез Ас
10-й Тур Романдии — Генеральная классификация
1987
1-й — Этап 5 Тур де Франс
1-й  Тур Швейцарии — Очковая классификация
2-й Тур Нидерландов — Генеральная классификация
1-й — Очковая классификация
1-й — Этап 2
3-й E3 Харелбеке
4-й Тур дю От-Вар — Генеральная классификация
4-й Тур Средиземноморья — Генеральная классификация
5-й Чемпионат Бельгии — Групповая гонка
5-й Тур Фландрии
7-й Париж — Рубе
7-й Три дня Де-Панне — Генеральная классификация
8-й Четыре дня Дюнкерка — Генеральная классификация
9-й Дрёйвенкурс Оверейсе
9-й Омлоп Хет Ниувсблад
1988
1-й Дрёйвенкурс Оверейсе
4-й Четыре дня Дюнкерка — Генеральная классификация
5-й Париж — Рубе
5-й Тур Бельгии — Генеральная классификация
5-й Амстел Голд Рейс
6-й Брабантсе Пейл
6-й Кюрне — Брюссель — Кюрне
7-й Тур Нидерландов — Генеральная классификация
1-й — Этап 6
7-й Дварс дор Фландерен
10-й Омлоп Хет Ниувсблад
1989
3-й E3 Харелбеке
6-й Тур Фландрии
8-й Тур Бельгии — Генеральная классификация
9-й Тур дю От-Вар — Генеральная классификация
1990
3-й Дварс дор Фландерен
1991
6-й Гран-при Фурми
6-й Гент — Вевельгем
6-й Вуэльта Андалусии — Генеральная классификация
8-й Париж — Рубе
8-й Де Кюстпейл
8-й Омлоп Хет Ниувсблад
8-й Вуэльта Валенсии — Генеральная классификация
10-й Тур Фландрии
1992
1-й — Этап 4 (КГ) Тур де Франс
10-й Дрёйвенкурс Оверейсе
1993
4-й Тур Фландрии
7-й Париж — Рубе
9-й Дварс дор Фландерен
9-й Тур дю От-Вар — Генеральная классификация
1994
2-й Дварс дор Фландерен
8-й Тур Фландрии
1995
4-й Бенш — Шиме — Бенш
5-й Халле — Ингойгем
6-й Гран-при Марсельезы

## Статистика выступлений

### Гранд-туры
| Гранд-тур                 | 1983 | 1984 | 1985 | 1986 | 1987 | 1988 | 1989 | 1990 | 1991 | 1992 | 1993 | 1994 | 1995 |
| ------------------------- | ---- | ---- | ---- | ---- | ---- | ---- | ---- | ---- | ---- | ---- | ---- | ---- | ---- |
| Джиро д’Италия            | 32   | —    | —    | —    | —    | —    | —    | —    | —    | —    | —    | —    | —    |
| Тур де Франс              | —    | 48   | 59   | НФ   | НФ   | 33   | 61   | 62   | 81   | НФ   | 69   | НФ   | НФ   |
| (c 2010 ) Вуэльта Испании | —    | —    | —    | —    | —    | —    | —    | —    | —    | —    | —    | —    | —    |

| —  | Не участвовал  |
| НФ | Не финишировал |